# 저상버스

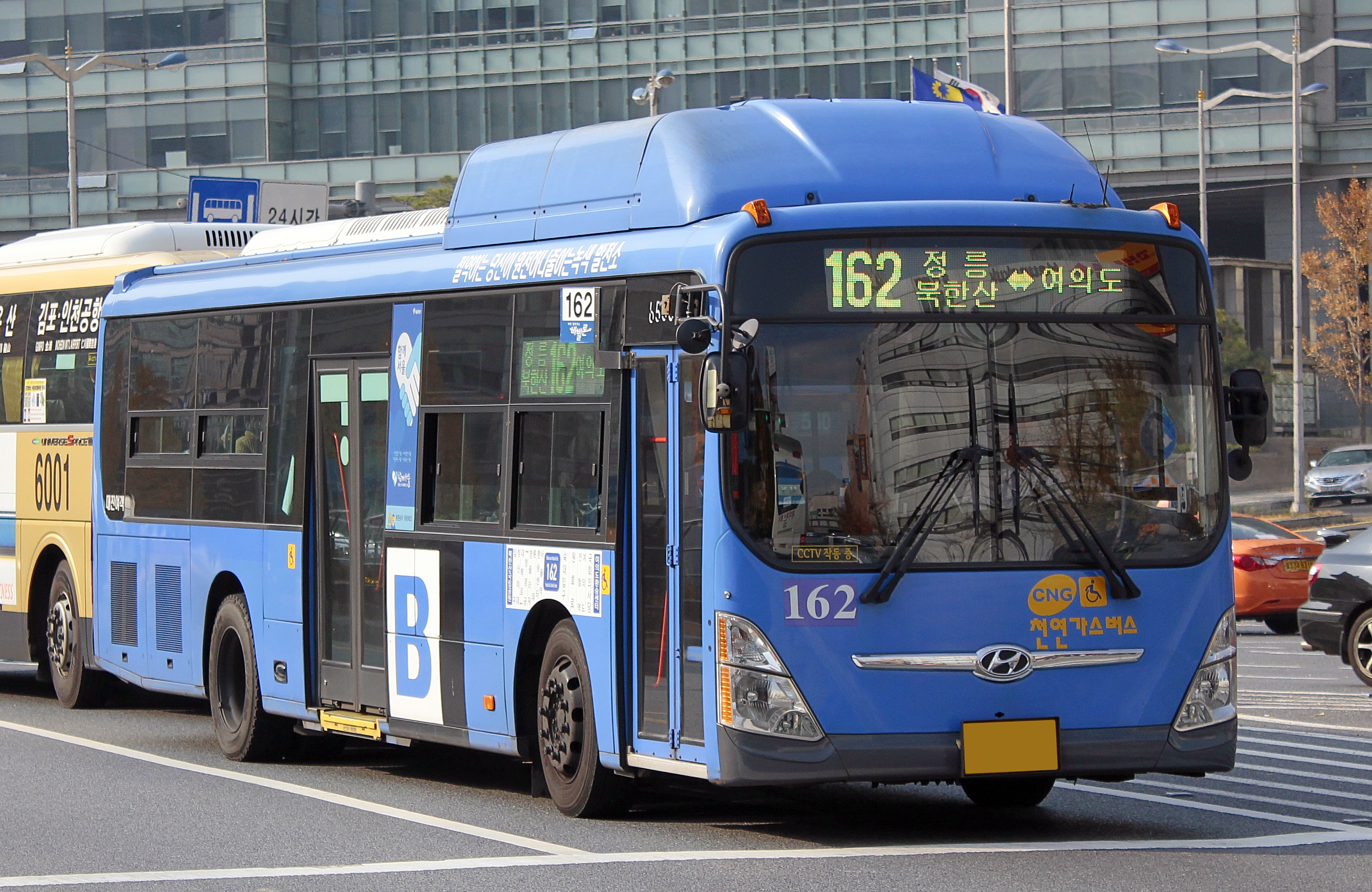
서울특별시의 저상버스 차량

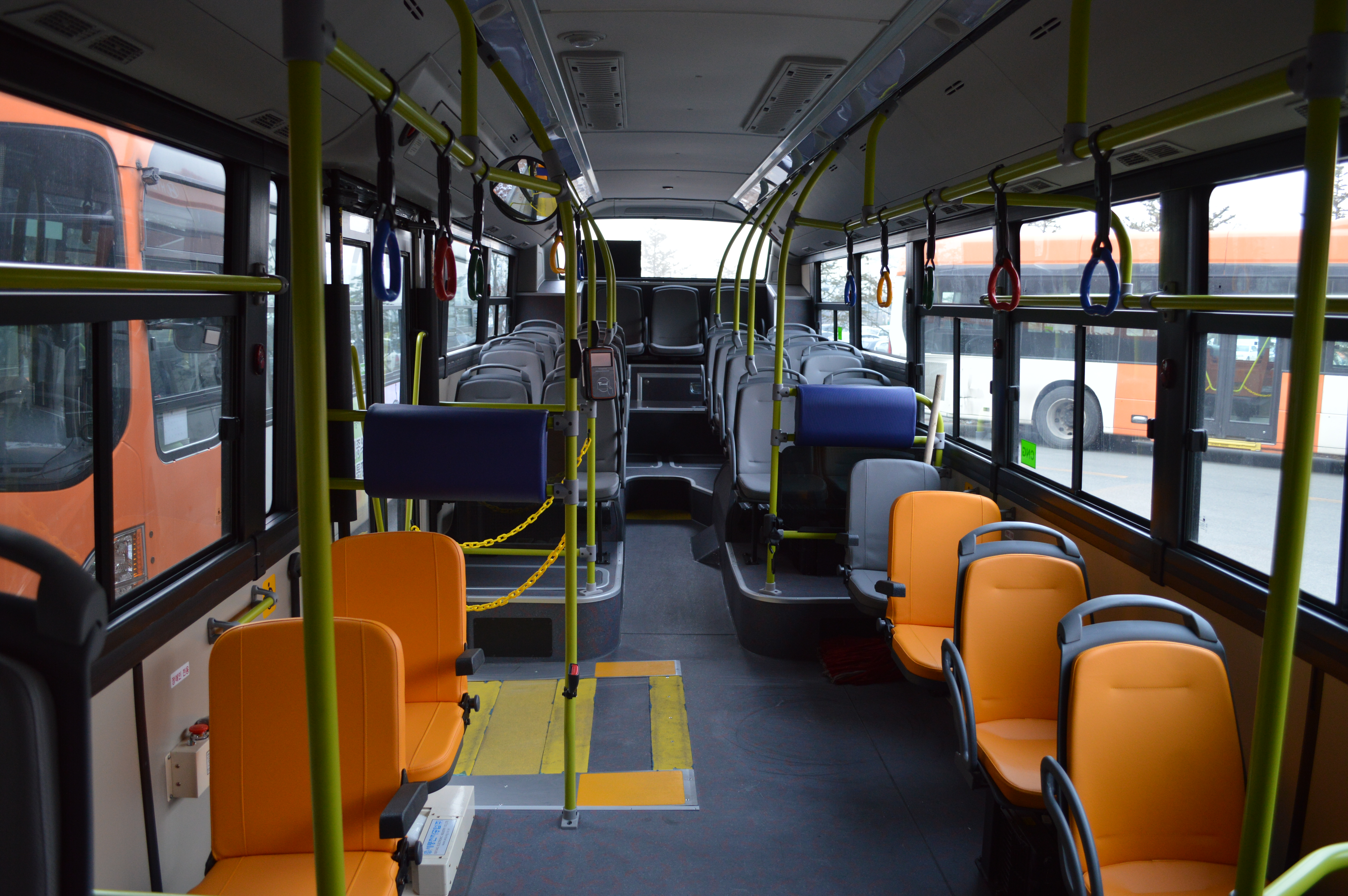
저상버스 차량의 내부

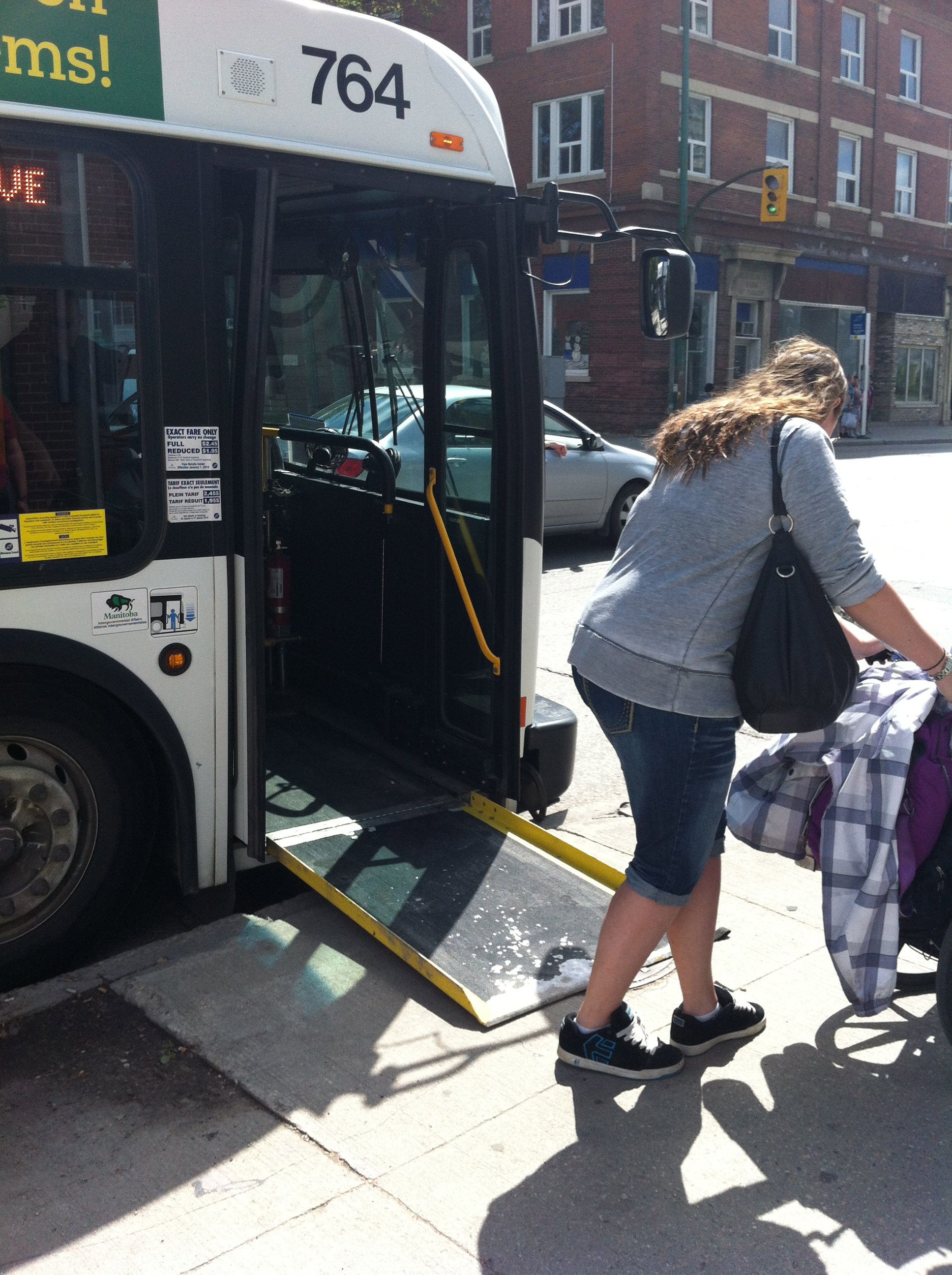
램프를 설치한 모습

저상버스(低床 - , 영어: low-floor bus, low-entry bus, flat-floor bus)는 바닥이 낮고 출입구에 계단이 없는 버스이다.

## 각국의 저상버스

### 대한민국
- 대한민국에서는 진보정당을 비롯한 많은 단체들이 저상버스 도입을 주장한 결과 점진적으로 무계단 저상버스가 도입되고 있다.
- 2002년 사회당의 서울특별시장 후보로 출마한 원용수는 장애인을 비롯한 교통약자의 이동권을 보장하기 위해 서울특별시의 모든 버스를 저상버스로 교체하겠다고 공약하고 그 비용이 “F-15K 20대 값”이므로 충분히 실현 가능하다고 주장했다.[1]
- 2004년 민주노동당은 국회의원 현애자의 대표발의로 2004년 저상버스의 도입을 의무화하는 〈장애인이동보장법안〉을 내었다.
- 이 법안은 정부가 낸 〈교통약자 이동편의 증진법안〉과 병합심사를 받아 2004년 12월 29일 국회 본회의에서 통과되었는데, 여기에 저상버스 의무화 조항이 포함되었다.[2]
- 따라서 국가와 지방자치단체가 저상버스 도입을 점차 확대할 의무를 지게 되었으며, 서울특별시는 2012년까지 전체 시내버스 중 절반을 저상버스로 바꿀 계획이라고 밝혔다.[3]
- 국토해양부와 한국건설교통기술평가원은 한국화이바(현 에디슨모터스), 현대자동차, 자일대우버스와 함께 대한민국 표준형 저상버스를 개발하였다.
- 또한 보통 저상버스는 천연가스(CNG)를 연료로 사용하는데, 차량 지붕에 연료통이 장착되어 있다.
- 현재 저상버스를 생산하고 있는 업체는 현대자동차, 자일대우상용차, 에디슨모터스로 세 업체 모두 CNG 모델과 전기 모델을 생산하고 있다.[4]
- 디젤 모델은 현대자동차와 자일대우상용차에서만 생산하고 수소전기 모델은 현대자동차에서만 생산하고 있다.
- 다른 버스들과 달리 변속기 형태가 대부분 자동변속기다.
- 이는 차체 최저지상고가 낮아 기어박스를 설치하기 어렵기 때문이며 버튼식으로 되어 있다.[a]
- 수동 변속기가 장착된 초저상버스는 현대자동차에서만 생산하고 있다.
- 대한민국의 저상 시내버스는 대부분 시내버스로 운행되며, 대부분의 지자체에서는 무계단 초저상버스를 저상버스 보조금 지원 대상으로 지정하고 있다.
- 그러나 계단 1개만 있는 중저상버스(자일대우 BC)는 보조금이 나오지 않아 운용하는 지자체가 적다.[b]
- 대구광역시 및 인천광역시에서는 지선버스로도, 제주특별자치도에서는 좌석버스로도 각각 저상버스가 운행한다.
- 2010년대 후반부터는 서울특별시를 필두로 하여 저상버스에 대한 인식이 전향적으로 변해서 조례를 통해 저상버스 의무화를 시행하였고, 2021년에 대한민국 국회 국토교통위원회에서 저상버스 의무화에 대한 법적 규정을 포함한 교통약자의 이동편의 증진법 개정안을 통과시켜서 저상버스 투입이 아예 불가능한 극히 일부 지역을 제외하고는 저상버스 출고가 의무화되어 저상버스의 도입 댓수가 전국적으로 늘고있다.
- 하지만 일부 지자체에서는 저상버스를 뽑으랬더니 해당 지역 업체들이 중국산 전기 저상버스를 출고하는 사례가 늘고있다.
- 고상버스로 비용 절감이 안되니 친환경차 열풍으로의 편승도 할 겸 하면서 중국산 저상버스로 비용 절감을 하는 것이다.

### 그리스
시내 외곽을 운행하는 몇몇 트롤리 버스를 제외하면 아테네 시내를 운행하는 대부분의 버스는 저상 버스이다. 주로 벤츠, 볼보, 르노에서 제작한 버스가 많고, 일반 저상 및 굴절 저상형이 많다. 2004년에 개최된 아테네 올림픽을 앞두고 대량으로 도입되었다.

### 네덜란드
대부분의 도시의 버스가 저상이며, 볼보 버스가 많다. 특히 암스테르담 시내를 운행하는 저상 버스에는 맨 뒤에 스포일러가 장착된 것이 특징이다.

### 덴마크
수도 코펜하겐을 비롯, 많은 도시에서 운행하는 시내 버스는 모두 저상 버스이다. 그러나 2004년까지만 해도 일부 시내 버스는 굴절형이기는 하나 중상 버스인 경우가 많았다.

### 독일
독일에서는 모든 도시의 버스가 저상 버스이다. 대부분 벤츠, 만에서 만든 버스가 주종이며, 일반 저상 버스보다 굴절 저상 버스가 많다.

### 스웨덴
사회 복지 국가로 널리 알려진 나라인 만큼 스웨덴의 각 도시에는 저상형 버스가 많다. 주로 볼보, 스카니아에서 만든 버스가 주종이다. 스카니아에서 만든 굴절 저상 버스는 대한민국에 2대가 시범 도입된 적도 있는데, 한 대는 용인시에 위치한 에버랜드의 사파리 버스로 운행되기도 했고, 다른 한 대는 서울특별시의 버스 업체인 상진운수에서 임대 형식으로 도입하여 48번(현 간선 버스 261번)으로 운행하기도 했다.

### 스페인
수도 마드리드와 바르셀로나에서는 모든 버스가 저상 버스로 되어 있지만, 세비야와 같은 중소 도시는 아직 낙후된 차량이 많다.

### 영국
영국은 오래전부터 2층 버스로 유명한 국가였지만, 수도 런던에서는 2층 저상 버스와 함께 단층 저상 굴절 버스가 많이 운행된다. 그러나 런던 시내 버스 모든 차량이 저상형 차량이다.

### 이탈리아
이탈리아는 자국 회사인 이베코에서 만든 버스가 주종이다. 이베코에서 만든 시티클래스 기종은 일반 저상형과 굴절 저상형이 있는데, 굴절 저상 버스는 서울특별시에 20대가 도입되어 주간선 버스 운행 업체인 다모아자동차, 메트로버스, 서울교통네트웍, 한국brt자동차에서 운영할 만큼 많이 알려진 저상 버스이다.

### 일본
중형 저상버스 등 다양한 차종이 많지만 로우 엔트리 형태를 적용함에 따라 고상차축의 비중이 꽤 많다. 전자제어식 수동변속기가 기본으로 적용된다.

### 포르투갈
포르투갈은 볼보, 만, 스카니아, 이베코 등 주요 도시에서 운행하는 저상버스가 많다. 다만 일부 차량이 아직 중고상 버스로 운행된다.

### 프랑스
프랑스에서는 자국 회사인 르노 상용차에서 만드는 버스를 저상 버스로 운행하는데, 2005년 파리에서 발생한 방화 사건 이후 독일에서 벤츠 버스를 도입 운영하기도 했다. 특히 샤를 드골 공항에 가면 공항 셔틀버스로 벤츠 저상 버스가 운행되기도 한다.

### 헝가리
과거 공산 통치의 영향으로 낙후된 차량이 많고, 저상 버스가 점차적으로 늘어가고 있기는 하나, 아직은 중고상 버스가 많은 비중을 차지한다.

## 저상버스의 문제

### 대한민국
대한민국의 저상버스에는 여러 가지 문제점이 발견되는데 다음과 같다.
- 저상버스의 핵심 기술이 바로 낮은 차축에 있는데 대한민국에서는 자체적으로 낮은 차축을 생산할 수 있는 기술이 없어 독일과 미국에서 부품을 수입하게 된다. 그러다보니 대당 가격이 2억원대로 높아서 저상버스 보급 사업 또한 걸림돌이 되고 있다. 그나마 뒤늦게 현대다이모스가 낮은 차축을 개발, 상용화에 성공했다.[6]
- 휠체어가 쉽게 승하차할 수 있도록 설치된 슬로프의 경사로 앞 부분이 두툼하게 제작되어 수동 휠체어를 혼자 이용하는 경우에는 다소 어려움이 있을 수 있다. 이는 경사로의 단차가 높게 설계되었기 때문이다.
- 휠체어 고정 장치의 공용이 불가피한 실정이다. 전동 휠체어용 고정 장치의 경우 안전벨트 방식으로 바닥에 고리 모양의 걸쇠가 4개 설치되어 있으나 일일이 휠체어 바퀴에 장착하게끔 설치되어 이용하는데 시간이 많이 소요되고 일반 고객의 움직임을 방해하는 요소가 될 수 있다. 게다가 공간 구조상 후진해서 진입해야 하므로 휠체어 조작이 미숙한 장애인은 고정장치에 바퀴가 걸리기 십상이며 보조 바퀴가 있다는 점도 고려하지 않고 있다는 지적이 있다. 수동 휠체어용 고정 장치 또한 휠체어 바퀴를 잡아 주는 고정장치의 넓이가 작아 바퀴가 큰 전동 휠체어나 전동 스쿠터는 접근조차 불가능한 상태다.
- 전동 스쿠터 이용 고객들의 대책 마련이 시급한 상황이다. 이는 안전벨트 방식으로 바닥에 고리 모양의 걸쇠가 설치된 전동 휠체어 공간에는 오로지 전동 휠체어만 들어갈 수 있게끔 되어 있어 부피가 큰 전동 스쿠터를 이용하는 고객들의 방해 요소가 되고 있다. 또한, 출입문 가까이에 마련된 수동 휠체어용 고정 장치 설치 공간에는 전동 스쿠터가 자리를 잡을 수 있는 여유가 있는데 이 경우에는 고정 장치의 사용이 불가능하다는 지적이다.
- 휠체어 이용 고객의 하차를 위해 설치된 하차 벨도 개선책이 나와야 한다는 지적과 차량 외부의 중간문 쪽에 승차 버튼이 설치되어야 한다는 지적이 나오고 있다. 휠체어 이용 고객의 원활한 하차를 위해 설치된 하차 벨이 차내의 다른 하차 벨과 동일한 디자인을 사용하는데다 관련 안내문도 없어 일반 고객들이 아무런 생각없이 누르기 십상이여서 일반 하차 벨과의 차별성이 벨소리 말고는 거의 없기 때문에 제 기능을 발휘할 수 없는 상황이다. 또한 일부 선진국의 저상버스에는 휠체어의 원활한 승차를 위해 외부 중간문 쪽에 별도의 승차벨이 설치되어 있어 휠체어 장애인과 동행하는 활동 보조인 등이 버스 기사에게 휠체어 장애인의 탑승임을 쉽게 알릴 수 있도록 하고 있으나 대한민국의 모든 저상버스에서는 승차 벨에 대한 규정이 전혀 없는 실정이다.
- 전면의 휠체어 마크 크기도 기존 크기보다 더 커야 한다는 지적이 나오고 있다. 이는 대한민국의 모든 저상버스에 교통 약자들이 이용할 수 있다는 것을 알리기 위해서 앞면과 옆면에 부착된 휠체어 마크가 너무 작아 멀리서 볼때 저상버스라는 것을 쉽게 인지할 수 없다.

### 일본
일본에서는 한국과 마찬가지로 저상버스를 많이 보급하고 있는 것이 일반적이다. 그러나 일본 자국내에 들어오는 저상버스 대부분은 일본 자국산 차량 외에도, 대한민국과 중화인민공화국, 중화민국, 스웨덴, 오스트레일리아 등지에서 수입해 온 차량들이 있어, 제작할 수 있는 기술력은 한국에 비하면 매우 뛰어날 정도여서 배리어프리 관련 대책을 오래 전부터 수립했기 때문에 이런 문제도 없다. 또한 일본을 관광, 출장, 체류 등을 목적으로 하는 외국인들의 배려를 위해 영어, 한국어, 중국어(주로 간체자에 해당) 등 다른 외국어들을 저상버스 내에서의 전광판에 별도로 지원해 주는 특성도 역시 있다.

## 같이 보기
- 논스텝 버스